# Musica d'oggi
Musica d'Oggi è stato un periodico mensile illustrato edito da Casa Ricordi, nato nel gennaio 1919 al posto della precedente rivista Musica e Musicisti e pubblicato fino al 1942.

## Storia
Musica d'oggi si presenta come una rivista innovativa e particolarmente rivolta a documentare la contemporaneità attraverso l’aggiornamento della vita musicale europea (lasciato piuttosto in penombra negli ultimi anni di vita del precedente periodico), una vita contrassegnata da un’accelerata evoluzione del linguaggio musicale e dei mezzi di comunicazione, e dominata da nuovi protagonisti (Stravinskij e Schönberg su tutti). Ma l’intento programmatico del nuovo periodico, manifestato già a introduzione del primo numero, è soprattutto quello di “colmare lacune in campo bibliografico”, con ciò intendendo segnalare, alla fine di ogni fascicolo, tutte le recenti pubblicazioni dell’editoria musicale italiana, quindi non solo di Casa Ricordi, ma anche degli editori Sonzogno, Carisch, Schmidl, Bongiovanni e altri ancora. In tal senso la rubrica “Bibliografia”, posta a sigillo di ogni singolo numero della rivista, costituisce nel suo insieme una preziosissima e quasi insostituibile banca dati dell’editoria musicale italiana nel periodo fra le due guerre mondiali.

### Una nuova struttura

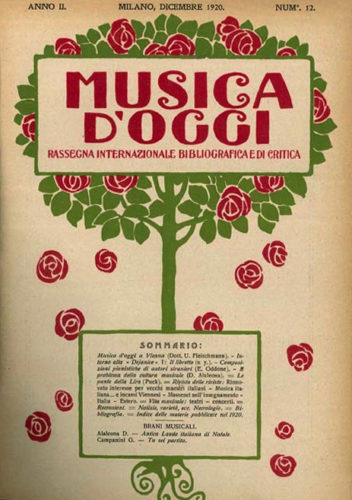
Copertina di Musica d’Oggi, rivista pubblicata da Casa Ricordi, 1920

La direzione è affidata a Rodolfo Galli; nel 1924 gli succede Antonio Manca, nel 1926 subentra Carlo Clausetti, cui si affianca, dal 1929, ancora Antonio Manca. La prima annata è costituita di soli tre numeri. Con la seconda annata Musica d’oggi si trasforma in periodico mensile (11 fascicoli all’anno) e assume subito un aspetto strutturale che dal 1924-25 si manterrà stabile, salvo qualche marginale aggiustamento (in particolare alla grafica dal 1934 in poi), sino alla fine. I singoli fascicoli, dapprima costituiti di 32/35 pagine, si assestano nel corso del 1924 intorno a una quarantina di pagine, cifra che si mantiene stabile fino all’autunno del 1939, allorché, in ottemperanza a una disposizione governativa che a causa della crisi internazionale impone a tutti i periodici un drastico risparmio della carta, si assiste a una forte contrazione nel numero delle pagine (non più di 30 a partire dall’ottobre 1939).
La struttura del periodico si articola attraverso i seguenti livelli: in apertura di fascicolo solitamente articoli e contributi critici a piena pagina, d’argomento storiografico e musicologico, a volte di carattere commemorativo, seguiti dai resoconti di importanti “prime” teatrali e dalle corrispondenze dall’estero (queste ultime dal novembre 1928 inserite nella rubrica “Vita musicale”). Per gli articoli di apertura Musica d’oggi si avvale della collaborazione di numerosi studiosi, fra i quali in particolare Domenico Alaleona, Alfredo Bonaccorsi, Arnaldo Bonaventura, Alberto Cametti, Alfredo Casella, Adelmo Damerini, Alberto De Angelis, Andrea Della Corte, Raffaello De Rensis, Giulio Fara, Guido Maria Gatti, Arturo Lancellotti, S. A. Luciani, Tancredi Mantovani, Luigi Perrachio, F. B. Pratella, Giuseppe Radiciotti, Vito Raeli, Mario Rinaldi, Ettore Romagnoli, Mario Signorelli, Giovanni Tebaldini. Seguono, su due colonne, le tutte le altre rubriche; in particolare: la “Rivista delle riviste”, introdotta da uno o due temi musicologici d’attualità, che fornisce lo spoglio dei periodici musicali italiani e stranieri, con ampi estratti (dal marzo del 1933, scompaiono gli estratti per riapparire, in forma assai più succinta, a partire dal 1936) e la “Vita musicale”, solitamente articolata nelle seguenti sottorubriche: Teatri –Concerti – Corrispondenze dall’estero; Le “Recensioni”, a loro volta articolate in sottorubriche; “In tutti i toni”, rubrica di varietà e di informazione spicciola, a sua volta suddivisa in sottorubriche: notizie di concorsi, miscellanea di notizie varie, necrologia, confidenze d’autore; “Bibliografia” (di cui s’è detto più sopra): elenco delle pubblicazioni musicali più recenti della Casa Ricordi e di altri editori italiani; Musiche allegate fuori testo (dal marzo del 1940, non potendo aumentare le pagine per disposizioni superiori (v. sopra), viene sospesa la pubblicazione dell’inserto musicale; ripristinato tre mesi dopo, ma come pagina di testo, scompare del tutto a partire dal giugno del 1941).

### Il periodo delle guerre mondiali
Il periodico non si è mai fermato, neanche nei periodi di guerra, bensì è affermato come una delle fonti più autorevoli e significative per documentare tutto quello che succedeva nel campo della politica e dell'attualità. A causa però delle malaugurate corrispondenze di Brüggemann dalla Germania, la rivista tese a giustificare l’antisemitismo nazista e la cacciata dei musicisti ebrei. “Musica d’oggi” dimostrò di essere un testimone attento e tempestivo della rivoluzione dei mezzi di comunicazione: la crescente affermazione delle incisioni discografiche si accompagna con quella della musica d’accompagnamento al film muto e quindi del film sonoro. Di pari passo si affermano rapidamente le radiodiffusioni, che determinano a loro volta la formazione delle prime orchestre radiofoniche; e intanto già si parla di televisione, almeno in Gran Bretagna, in Germania, negli USA.
Accanto all’introduzione di nuovi strumenti musicali meccanici, la rivista Ricordiana documenta l’evoluzione dell’organizzazione teatrale e concertistica, sempre più controllata dallo stato sotto i regimi autoritari di Russia, Italia e Germania (ma per l’Italia vedi la nascita del primo Ente Autonomo, quello del Teatro alla Scala nel 1920) e nuovi modi di fare e ascoltare musica attraverso la proliferazione degli spettacoli all’aperto e la progressiva affermazione dei numerosi Festival, in particolare a Salisburgo, a Venezia (per la musica contemporanea), a Firenze (il Maggio Musicale Fiorentino), a Lucerna; e non vanno dimenticati i numerosi festival della Società Internazionale di Musica Contemporanea tenuti in diverse sedi dell’Europa occidentale. La rivista documenta inoltre la progressiva affermazione del jazz, cui fa riscontro la decadenza dell’operetta, la cui sopravvivenza si spegne quasi improvvisamente alla vigilia della seconda guerra mondiale. Particolare interesse la rivista manifesta per i canti popolari e, più in generale, per il folklore musicale attraverso veri e propri contributi (Bonaccorsi, Chiereghin, Cocchi, Fara, e altri) e attraverso le recensioni.

### Ultimi anni
Dopo le guerre la rivista mantiene il suo ruolo essenzialmente informativo, dando spazio, quando necessario, a polemiche e discussioni. Tuttavia, nel fornire il più ampio panorama possibile sull’evoluzione della musica in Europa, la “Musica d’oggi” non dimentica di curare soprattutto gli interessi del suo editore di riferimento, cioè la Casa Ricordi, dedicando molto spazio alle sue pubblicazioni, alle sue iniziative editoriali. “Musica d’oggi” rinascerà nel 1955 col titolo di “Ricordiana”, per poi ripristinare il titolo originale dal 1958 al 1965 quando cessò le pubblicazioni.